# 埃尔切克湖
埃尔切克湖（土耳其語：Erçek Gölü）是一个位于土耳其东部凡城省境内的咸水湖。它位于处，紧邻凡湖。埃尔切克湖湖面海拔高度约为1890米，湖泊面积约95.2平方公里，最大水深30米。